# Freinacht
 (décembre 2019).
Si vous disposez d'ouvrages ou d'articles de référence ou si vous connaissez des sites web de qualité traitant du thème abordé ici, merci de compléter l'article en donnant les références utiles à sa vérifiabilité et en les liant à la section « Notes et références ».
Le terme de Freinacht, aussi appelée nuit des sorcières, désigne, dans le Sud de l'espace germanophone, la nuit du 30 avril au 1er mai. C'est l'occasion pour les adolescents de voler l'arbre de mai des communes environnantes ou de décrocher les portails de jardin et de les porter jusqu'à l'arbre de mai. Depuis les années 1980, probablement déjà avant, la Freinacht est de plus en plus un prétexte pour toutes sortes de farces (appelées Maischerze), qui n'ont cependant rien à voir avec la coutume traditionnelle de la Freinacht. Par exemple enrouler les voitures dans du papier toilette, asperger les poignées des portes et les voitures de mousse à raser ou cacher des objets sont des plaisanteries très répandues. En plus de ces farces inoffensives, il y a de plus en plus de dommages matériels et de vandalisme pendant les Freinächte.
En Suisse et dans certaines parties de l'Allemagne du Sud-Ouest le terme Freinacht désigne une nuit avec un service prolongé ou illimité de restauration dans des restaurants ou des buvettes.

## Origine
La Freinacht actuelle est probablement le résultat d'un mélange de différentes traditions indépendantes les unes des autres. Le terme Freinacht est originaire de Haute-Bavière et désignait la nuit précédant un jour férié précis. Contrairement à aujourd'hui la veille du 1er mai n'était pas la seule occasion pour fêter la Freinacht. Pour l'Arrondissement de Fürstendfeldbruck à l'Ouest de Munich les nuits précédent le 1er avril, le Samedi Saint, la Saint Jordi (23 avril) et le samedi de la Pentecôte étaient aussi considérées comme des Freinächte. Comme il était considéré inapproprié de laisser traîner ses biens mobiliers un lendemain de jour férié dans le milieu rural la jeunesse villageoise décidait de "ranger" ces biens. Cacher des portes ouvertes, démonter un chariot de foin abandonné et le réassembler dans le grenier d'une grange ou à l'intérieur d'une maison étaient des farces populaires.

## En outre
On trouve des coutumes de Freinacht similaires dans certaines régions rurales de la Suisse. Certaines coutumes de Freinächte, impliquant plus de dommage matériel et d'origine différente, ont lieu pendant le Schulsilvester et à Halloween (31 octobre) à Zurich.